# مارك فيرغوس
مارك فيرغوس (بالإنجليزية: Mark Fergus)‏  (و. القرن 20  م) هو كاتب سيناريو أمريكي، ولد في كوينز.

## وصلات خارجية
- مارك فيرغوس على موقع IMDb (الإنجليزية)
- مارك فيرغوس على موقع ألو سيني (الفرنسية)
- مارك فيرغوس على موقع أول موفي (الإنجليزية)
- مارك فيرغوس على موقع قاعدة بيانات الأفلام السويدية (السويدية)
- مارك فيرغوس على موقع قاعدة بيانات الفيلم (الإنجليزية)
- مارك فيرغوس على موقع كينوبويسك (الروسية)